# Nationales Krebsregister der DDR
Das Nationale Krebsregister der DDR war eine Datenbank zu Krebserkrankungen in der Deutschen Demokratischen Republik (DDR). Es entstand auf der Basis einer seit 1952 beziehungsweise in Ost-Berlin seit 1953 geltenden gesetzlichen Meldepflicht und enthielt Daten zu Krebserkrankungen sowie entsprechenden Verdachtsfällen von etwa 1,8 Millionen Menschen, was einer landesweiten Erfassungsrate von rund 95 Prozent entsprach. Seit dem Ende der DDR wird es in Form eines gemeinsamen Krebsregisters der Länder Berlin, Brandenburg, Mecklenburg-Vorpommern, Sachsen, Sachsen-Anhalt und Thüringen weitergeführt. 

## Aufgaben und Organisation
Das 1952/1953 entstandene Nationale Krebsregister der DDR erfasste zwischen 1961 und 1989 die Daten zur Diagnose, zur Therapie und zum Krankheitsverlauf von insgesamt rund 1,8 Millionen Patienten. Die Erfassungsrate in diesem Zeitraum entsprach rund 95 Prozent der Krebsfälle in der DDR. Damit gehörte das Register im internationalen Vergleich zu den größten epidemiologischen Datensammlungen im Bereich der Onkologie. Neben malignen Tumorerkrankungen und deren Frühstadien wurden auch Verdachtsfälle sowie bestimmte gutartige Erkrankungen wie benigne Neubildungen des Gehirns, des Rückenmarks, der Hypophyse und der Hirnnerven erfasst.
Die Speicherung der Daten erfolgte zunächst in Listen und später auf Lochkarten, ab Mitte der 1970er Jahre wurde EDV-Technik und ab Mitte der 1980er Jahre PC-Technik zur Datenverarbeitung eingesetzt. Zuständige Institution war das in Berlin-Buch ansässige Zentralinstitut für Krebsforschung der Akademie der Wissenschaften der DDR beziehungsweise dessen Vorläufereinrichtungen. Analog zum Nationalen Krebsregister bestand für den Diabetes mellitus ab 1960 das Zentrale Diabetesregister der DDR. Vergleichbare Institutionen konnten in der Bundesrepublik Deutschland wegen fehlender gesetzlicher Meldepflicht nicht eingerichtet werden.

## Geschichte
Bereits 1947 wurde in Thüringen beim Ministerium für Arbeit und Sozialwesen ein Landesausschuss zur Bekämpfung der Krebserkrankungen gebildet. Das vom Thüringer Landtag beschlossene „Gesetz über die Bekämpfung der Krebserkrankungen“ sah auch die Einrichtung einer „Zentralmeldestelle für Krebskranke“ vor und verpflichtete in § 2 jeden Arzt zur Meldung von Krebserkrankungen. Vergleichbare Meldepflichten wurden nachfolgend auch in Sachsen und Sachsen-Anhalt eingeführt.
Die landesweite Meldepflicht in der gesamten DDR resultierte aus der Verabschiedung der „Verordnung über die Meldung von Geschwulsterkrankungen in der DDR“ am 24. Juli 1952. Beginn der Registrierung aller festgestellten Erkrankungs- und Verdachtsfälle war entsprechend § 5 der zweiten Durchführungsbestimmung zu dieser Verordnung der 1. November 1952. Da wegen des Viermächteabkommens über Berlin diese Bestimmungen nicht in Ost-Berlin galten, wurde dort am 11. Dezember 1952 eine separate Verordnung erlassen. Die damit verbundene Erweiterung der gesetzlichen Meldepflicht für Krebserkrankungen auf die gesamte DDR trat zum 1. April 1953 in Kraft. Damit waren die Voraussetzungen für die flächendeckende epidemiologische Krebsregistrierung in der DDR gegeben.
Die Rechtsgrundlagen wurden im Mai 1956 überarbeitet und erweitert. Diese sich an den Empfehlungen des Subkomitees für die Registrierung und statistische Bearbeitung der Krebsfälle der Weltgesundheitsorganisation (WHO) orientierenden Regelungen bildeten bis zur Wiedervereinigung Deutschlands die rechtliche Grundlage des Nationalen Krebsregisters der DDR. Lediglich im April 1987 wurde die Anzeigepflicht geringfügig modifiziert.

## Nachfolgeeinrichtungen
Aus dem Nationalen Krebsregister der DDR entstand nach der politischen Wende in der DDR und der deutschen Wiedervereinigung zunächst das Gemeinsame Krebsregister der Länder Berlin, Brandenburg, Mecklenburg-Vorpommern, Sachsen-Anhalt und der Freistaaten Sachsen und Thüringen (GKR). Es wurde zum Ablauf des 31. Dezember 2022 aufgelöst. Der Datenbestand ist vom Bundesarchiv übernommen worden. Die Aufgabe der epidemiologischen Krebsregistrierung wurde von den vormaligen Mitgliedern übernommen. Das GKR war das einzige von mehreren Bundesländern getragene sowie im Hinblick auf seine Bezugsbevölkerung das umfangreichste Krebsregister in Deutschland und weist für die Länder Brandenburg, Mecklenburg-Vorpommern und Sachsen eine Melderate von mehr als 90 Prozent auf. Es wurde zuletzt als nachgeordnete Einrichtung bei der Senatsverwaltung für Wissenschaft, Gesundheit, Pflege  und Gleichstellung Berlin des Berliner Senats geführt und war eine nichtrechtsfähige Anstalt des öffentlichen Rechts. 
Ein gemeinsames klinisches Krebsregister der Länder Berlin und Brandenburg mit Sitz in Cottbus hat am 1. Januar 2016 seine Arbeit aufgenommen und führt diese seit dem 1. Januar 2023 als klinisch-epidemiologisches Krebsregister fort.